# Swan Hennessy
Pour les articles homonymes, voir Hennessy.

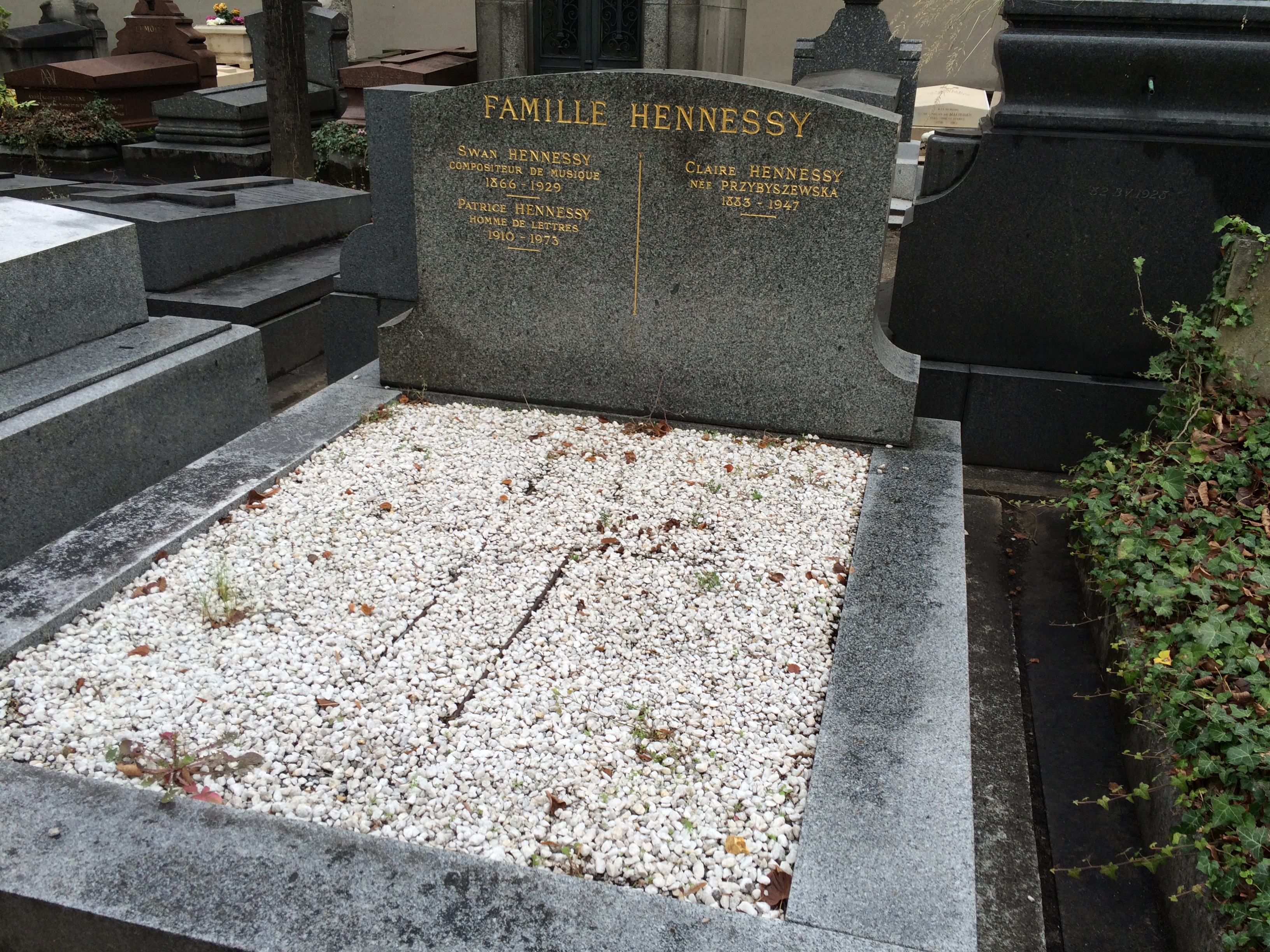
Tombe du compositeur Hennessy au cimetière du Montparnasse à Paris.

Swan Hennessy, né le 24 novembre 1866 à Rockford dans l'Illinois et mort le 26 octobre 1929 à Paris, est un compositeur et pianiste américain d'origine irlandaise qui vécut à Paris une grande partie de sa vie.

## Biographie
Swan Hennessy est né à Rockford (Illinois) et a grandi à Chicago. Son père, Michael David Hennessy (1837-1919), né à Cork, fut président de la Chicago City Railway Company (Compagnie des tramways de Chicago), avant de devenir avocat en 1874. La mère de Hennessy, Sarah J. Swan (v. 1833-1880), était la fille de Joseph Rockwell Swan (en), juge à la Cour suprême des États-Unis et membre fondateur du Parti républicain. La famille s’installe à Chicago au plus tard en 1870, où Hennessy passa son enfance et son adolescence. Il n’existe pas de preuve de l’affirmation du Baker’s Dictionary selon laquelle il aurait étudié les « matières générales » (general subjects) à Oxford, mais il se peut qu’il ait brièvement fréquenté l’une des public schools (écoles privées) de cette ville avant d’aller suivre des études musicales en Allemagne, au Conservatoire de Stuttgart, de 1879 à 1986. Hennessy y étudia la composition dans une classe anglophone avec le professeur américain Percy Goetschius, ainsi que le piano avec Edmund Alwens.
Après avoir terminé ses études, Hennessy s’installe à Londres (1886-1892) où il se marie, a deux enfants, puis divorce (1893). S’ensuivent dix années de voyages, notamment en France, en Belgique, en Suisse et en Irlande, Hennessy étant alors basé en Italie ; il s’installe à Paris vers 1903. En juillet 1909, Hennessy épouse Claire Przybyszewska (1883-1947), une Polonaise rencontrée à Bruxelles, dont la mère était cousine de l’écrivain symboliste Stanisław Przybyszewski. Le fils du couple, Patrice Hennessy (1910-1973), devint plus tard un homme de lettres réputé, expert de la Révolution française.
Bien que n’étant pas breton, Hennessy rejoignit avant la Première Guerre mondiale l’éphémère Association des compositeurs bretons dont il continua de fréquenter les membres — dont Paul Le Flem, Paul Ladmirault, Maurice Duhamel, Louis Aubert, Louis Vuillemin, Lucien Haudebert — tout au long des années 1920. C’est principalement grâce à cette association que le public français put découvrir le nom d’Hennessy. Au début des années 1920, Hennessy connut également une brève période où il fut joué en Irlande à plusieurs reprises, à la suite de la première exécution, en janvier 1922, de son Deuxième Quatuor à cordes, op. 49 (1920) au « Congrès mondial de la race irlandaise » à Paris. Le quatuor est dédié à la mémoire du révolutionnaire irlandais Terence MacSwiney.
Hennessy meurt en 1929 d’une embolie consécutive à une opération de routine ; le compositeur Georges Migot prononça l’éloge funèbre. Hennessy et sa famille sont enterrés à Paris, au cimetière du Montparnasse, division 28, section III.

## Musique
La musique de Swan Hennessy d’avant 1900 est fortement marquée par le caractère conservateur de son éducation et la prédilection de ses professeurs pour la musique de Robert Schumann. Au moment de son installation à Paris, il était également admirateur de Max Reger. Bien que, postérieurement à cette époque, sa musique montre l’influence de plusieurs courants stylistiques contemporains, il ne s’est jamais départi de cette profonde empreinte des romantiques allemands. De 1907 à 1913, Hennessy se rapproche de plus en plus d’une manière impressionniste, avec une série abondante d’œuvres pour piano et de mélodies dans une veine descriptive et programmatique inspirée par les sons de son environnement, notamment la nature, le trafic ferroviaire et l’industrie. Il excelle également dans les pièces humoristiques et satiriques, comparables à celles de Satie, mais sans être redevables à celui-ci. Un critique contemporain a pu écrire de lui : « Il fut un humoriste d’une verve drue dont la drôlerie était faite à la fois d’observation et d’invention, de fantaisie et de psychologie. » Cependant, malgré une réception favorable dans la presse musicale française et allemande, il ne réussit pas au début à faire jouer sa musique.
Cette situation n’a évolué qu’à partir de 1912, après son adhésion à l’Association des compositeurs bretons, et l’intégration dans sa composition d’éléments de musique traditionnelle irlandaise, écossaise et bretonne. Interrompu par la Première Guerre mondiale (qu’il a passée en Suisse, près de Montreux), c’est surtout dans les années 1920 qu’il développe ses penchants celtiques. De nombreux morceaux de Hennessy dont les titres se terminent par des épithètes tels que « celtique », « gaélique » ou « irlandais » sont inspirés de mélodies ou de rythmes traditionnels ; il cite toutefois rarement des airs folkloriques réels. La plupart de ses œuvres de musique de chambre, dont plusieurs duos, trios et quatuors, datent des années 1920. Ces œuvres lui valent la réputation de compositeur « celtique » au point que sa musique originale pour piano d’avant-guerre tombe dans l’oubli. Une nécrologie française contemporaine l’appelle « le barde de l’Irlande » et lui attribue le mérite d’avoir sauvé « l’ancienne mélodie celtique ». Henry Woollett écrit également dans le Dictionnaire encyclopédique de la musique de chambre : « L'influence de la musique traditionnelle irlandaise et de ses modes spécifiques se ressent dans la plupart de ses œuvres. »
Hennessy était très critique envers l’avant-garde, en particulier Arnold Schönberg, et rédigea de nombreuses lettres et commentaires tant sarcastiques que pessimistes pour la presse musicale. Pour lui, une solution à ce qu’il percevait comme une crise musicale était de se tourner vers les traditions populaires régionales et de les intégrer dans les œuvres savantes.
À partir de son installation à Paris, la musique d’Hennessy est principalement publiée par Eugène Demets puis, à partir de 1923, par Max Eschig (qui a repris le fonds Demets). Parmi les autres éditeurs, en particulier concernant ses premières œuvres, on trouve Augener (Londres) et Schott (Mayence).

## Principales œuvres

### Musique de chambre
- Lieder an den Mond. Romantische Stücke, op. 10, pour violon, violoncelle, piano (Londres : Augener & Co., 1888)
- Sonate en style irlandais, op. 14, pour violon et piano (Londres : Schott & Co., 1904 ; comme Sonate en Fa (style irlandais): Mayence : B. Schott's Söhne, 1905)
- Premier Quatuor (Suite), op. 46 (Paris : E. Demets, 1913)
- Deuxième Quatuor, op. 49 (Paris : E. Demets, 1920)
- Rapsodie celtique, op. 50, pour violon et piano (Paris : E. Demets, 1915)
- Petit trio celtique, op. 52, pour violon, alto, violoncelle (Paris : E. Demets, 1921)
- Trio, op. 54, pour deux clarinettes et basson (Paris : E. Demets, 1921)
- Variations sur un thème de six notes, op. 58, pour flute, violon, alto, violoncelle (Paris : Max Eschig & Cie, 1924)
- Quatre Pièces celtiques, op. 59, pour cor anglais, violon, alto, violoncelle (Paris : Max Eschig & Cie, 1925)
- Troisième Quatuor à cordes, op. 61 (Paris : Max Eschig & Cie, 1926)
- Sonatine celtique, op. 62, pour alto et piano (Paris : Max Eschig & Cie, 1924)
- Rapsodie gaélique, op. 63, pour violoncelle et piano (Paris : Max Eschig & Cie, 1925)
- Sérénade, op. 65, pour quatuor à cordes (Paris : Max Eschig & Cie, 1925)
- Deux Morceaux, op. 68, pour alto saxophone et piano (Paris : Max Eschig & Cie, 1926)
- Trio, op. 70, pour flute, violon, basson (Paris : Max Eschig & Cie, 1926)
- Quatre Morceaux, op. 71, pour alto saxophone ou alto (op. 71 bis) et piano (Paris : Éditions Max Eschig, 1929)
- Pièce celtique, op. 74, pour violoncelle ou basson et piano (Paris : Éditions Max Eschig, 1928)
- Quatrième Quatuor à cordes, op. 75 (Paris : Éditions Max Eschig, 1930)
- Deuxième Sonatine, op. 80, pour violon et piano (Paris : Propriété de l'auteur, 1929)
- Sonatine, op. 81, pour violoncelle et piano (Paris : Propriété de l'auteur, 1929)

### Musique pour piano
- Variations sur un thème original dans le style irlandais, op. 12 (Londres : Augener & Co. 1902 ; nouvelle édition comme Variations on an Original Theme in the Irish Style, Augener & Co., 1903)
- Au bord de la forêt, op. 21 (Paris : E. Demets, n.d. [1907])
- Étude, op. 25 (Paris : E. Demets, 1907)
- Nouvelles feuilles d'album, op. 27 (Paris : E. Demets, 1908)
- Variations sur un air irlandais ancien, op. 28 (Mayence: B. Schott's Söhne, 1908)
- Croquis de femmes, op. 33 (Paris : F. Durdilly, Ch. Hayet, successeur, 1911)
- Petite suite sur les notes Mi Do Mi Fa Si Mi, op. 34 (Mayence : B. Schott's Söhne, 1911)
- Fêtes. Deux Morceaux descriptifs, op. 36 (Mayence : B. Schott's Söhne, 1911)
- En passant... (Études d’après nature), op. 40 (Paris : E. Demets, 1912)
- Valses caprices, op. 41 (Paris : E. Demets, 1912)
- Sonatine, op. 43 (Paris : E. Demets, 1912)
- Sentes et chemins (Nouvelles études d'après nature), op. 44 (Paris : E. Demets, 1912)
- Pièces celtiques, op. 45 (Paris : E. Demets, 1912)
- Croquis parisiens, op. 47 (Paris : E. Demets, 1913)
- Impressions humoristiques, op. 48 (Paris : E. Demets, 1913)
- Sonatine celtique, op. 53 (Londres : Evans & Co. 1924)
- Épigrammes d'un solitaire, op. 55 (Londres : Evans & Co., 1924)
- Trois Pièces exotiques, op. 57 (Paris : E. Demets, 1922)
- Étude de concert, op. 60 (Paris : Max Eschig & Cie, 1924)
- Rapsodie irlandaise, op. 67 (Paris : Éditions Max Eschig, 1929)
- Banlieues... Six Petites pièces, op. 69 (Paris : Max Eschig & Cie, 1929)
- À la manière de..., 5 cahiers (Paris : Éditions Max Eschig, 1927-1928)

### Chant et piano
- Lydia, op. 23 (Charles Leconte de Lisle) (Paris : Julien Hamelle, 1908)
- Epiphanie, op. 26 (José-Maria de Heredia) (Paris : Julien Hamelle, 1908)
- Deux Mélodies, op. 30 (Joséphin Soulary, Charles Baudelaire) (Paris : Julien Hamelle, 1908)
- Trois Chansons écossaises, op. 31 (Charles Leconte de Lisle) (Paris : Julien Hamelle, 1907)
- Trois Chansons espagnoles, op. 42 bis (Emmanuel von Geibel, Heinrich Heine) (Paris : E. Demets, 1921)
- Trois Mélodies, op. 56 (Charles Baudelaire, Albert Samain, Jean Ajalbert) (Paris : Éditions Max Eschig, 1925-1932)
- Trois Mélodies sur des poésies d'André Delacour et de Leconte de Lisle, op. 66 (Paris : Max Eschig & Cie, 1926)
- Trois Chansons celtiques, op. 72 (Charles Leconte de Lisle, Anatole Le Braz, Pierre Scize) (Paris : Éditions Max Eschig, 1927)
- Deux Mélodies, op. 73 (Paul Géraldy, Anatole Le Braz) (Paris : Éditions Max Eschig, 1928)
- Deux Mélodies, op. 79 (Paul Verlaine, Prosper Blanchemain) (Paris : Éditions Max Eschig, 1934)

## Discographie
- Quatre Pièces celtiques, op. 59, arrangement pour cor anglais et orgue, par Manfred Hoth (cor anglais) et Ulrich Leykam (orgue) : K&M Records, CD [sans date][11].
- Trio, op. 54, pour deux clarinettes et basson, Trio d'Ance di Bolzano : Rainbow RW 98107, CD (1999).
- Quatre Pièces celtiques, op. 59, arrangement pour cor anglais et orchestre de cordes, Rachel Tolmie (cor anglais), Bourbaki Ensemble : Wirripang Wirr 018, CD (2008).
- Trio, op. 54, pour deux clarinettes et basson, Trio Pleyel : bremenradiohall records brh cd 1305, CD et téléchargement (2013).
- Quatuors à cordes (intégrale), RTÉ ConTempo Quartet : RTÉ lyric fm CD 159, CD (2019). Avec Suite, op. 46 ; no 2, op. 49 ; no 3, op. 61 ; no 4, op. 75 ; Sérénade, op. 65 ; Petit trio celtique, op. 52.
- Œuvres choisis pour piano, par Moritz Ernst : Perfect Noise PN 2006, CD (2020). Avec : Au bord de la forêt, op. 21 ; Croquis de femmes, op. 33 ; Fêtes, op. 36 ; En passant... (Études d’après nature), op. 40 ; Valses caprices, op. 41; Sonatine, op. 43 ; Pièces celtiques, op. 45 ; Croquis parisiens, op. 47 ; Banlieues..., op. 69 ; quatre sélections de À la manière de...: Borodine, Chabrier, Debussy–Godard, Ravel.
- Viola and Piano Works 1, par Marcin Murawski (alto) et Anna Starzec-Makandasis (piano), on Acte Préalable AP 490 (CD, 2020). Avec : Berceuse, op. 13 ; Au village, op. 22 ; Valses caprices, op. 41 ; Rapsodie celtique, op. 50 ; Sonatine celtique, op. 62 ; Deux Morceaux, op. 68 ; Pièce celtique, op. 74.